# ووناپی‌لاروشت
واونویس لا رچت (به فرانسوی: Vaunaveys-la-Rochette) یک کمون در فرانسه است که در Canton of Crest-Nord واقع شده‌است.

## خصوصیات
واونویس لا رچت ۲۱٫۹۳ کیلومترمربع مساحت و ۵۷۳ نفر جمعیت دارد و ۳۰۰ متر بالاتر از سطح دریا واقع شده‌است.